# Rafael Lozano
Rafael Lozano Muñoz (Cordova, 25 gennaio 1970) è un ex pugile spagnolo.

## Palmarès
- Giochi olimpici

Atlanta 1996: bronzo nei pesi mosca leggeri.
Sydney 2000: argento nei pesi mosca leggeri.
- Europei - Dilettanti

Vejle 1996: bronzo nei pesi mosca leggeri.